# Cristian Ledesma
Cristian Daniel Ledesma (Buenos Aires, 24 september 1982) is een Italiaans/Argentijnse voetballer die bij voorkeur als middenvelder speelt.
Ledesma maakte zijn debuut in het profvoetbal bij US Lecce en verhuisde na vijf seizoenen naar Lazio Roma. Daarmee won hij in zowel het seizoen 2008/09 als 2012/13 de Coppa Italia. Ledesma speelde tot medio 2015 meer dan 250 competitiewedstrijden voor Lazio, allemaal in de Serie A. Daarnaast kwam hij in zowel de UEFA Champions League als de UEFA Europa League uit voor de club.
Ledesma speelde op 17 november 2010 zijn enige interland, voor Italië. Onder Cesare Prandelli speelde hij één helft mee in een vriendschappelijk duel tegen Roemenië.

## Erelijst
Lazio Roma
- Coppa Italia

2008/09, 2012/13